# Муамер Танкович
Муамер Танкович (швед. Muamer Tanković, нар. 22 лютого 1995) — шведський футболіст, нападник кіпрського клубу «Пафос».
Виступав, зокрема, за клуби «Фулгем», АЗ та АЕК (Афіни), а також національну збірну Швеції.

## Клубна кар'єра
Народився 22 лютого 1995 року.
У дорослому футболі дебютував 2013 року виступами за команду клубу «Фулгем», в якій провів один сезон, взявши участь лише у 3 матчах чемпіонату.
До складу клубу АЗ приєднався 2014 року. Відтоді встиг відіграти за команду з Алкмара 45 матчів в національному чемпіонаті.
У 2017 році Танкович повернувся до Швеції, де підписав трирічний контракт із столичним «Гаммарбю». Вже у наступному сезоні Танкович отримав нагороду «Кращий новачок Аллсвенскан». Наступні сезони футболіст тільки покращував свої результати і в 2019 році допоміг «Гаммарбю» посісти третє місце в чемпіонаті Швеції. В той період зацікавленість у послугах гравця виявляли італійський клуб «Дженоа» та грецький АЕК.
В жовтні 2020 року, коли у Танкович підписав контракт на чотири роки з грецьким АЕКом.

## Виступи за збірні
У 2010 році дебютував у складі юнацької збірної Швеції, взяв участь у 38 іграх на юнацькому рівні, відзначившись 19 забитими голами.
З 2014 року залучається до складу молодіжної збірної Швеції. На молодіжному рівні зіграв у 2 офіційних матчах.
У 2014 році також дебютував в офіційних матчах у складі національної збірної Швеції. Наразі провів у формі головної команди країни 5 матчів.
| Дата       | Місто     | Господарі | Результат | Гості             | Турнір            | Голи | Примітки |
| ---------- | --------- | --------- | --------- | ----------------- | ----------------- | ---- | -------- |
| 5-3-2014   | Анкара    | Туреччина | 2 – 1     | Швеція            | товариський матч  | -    | 67'      |
| 11-1-2019  | Доха      | Швеція    | 2 – 2     | Ісландія          | товариський матч  | -    | 78'      |
| 18-11-2019 | Стокгольм | Швеція    | 3 – 0     | Фарерські острови | Відбір до ЧЄ 2020 | -    |          |
| 9-1-2020   | Доха      | Швеція    | 1 – 0     | Молдова           | товариський матч  | -    | 78'      |
| 12-1-2020  | Доха      | Швеція    | 1 – 0     | Косово            | товариський матч  | -    | 69' 73'  |
| Усього     |           | Матчів    | 5         |                   | Голів             | 0    |          |

## Досягнення
Командні досягнення
- Володар Кубка Кіпру (1):

«Пафос»: 2023-24
- Чемпіон Кіпру (1):

«Пафос»: 2024-25
Особисті досягнення
- Прорив року Аллсвенскан: 2018[6]
- Гравець місяця Аллсвенскан: серпень 2019[7]